# 励志社

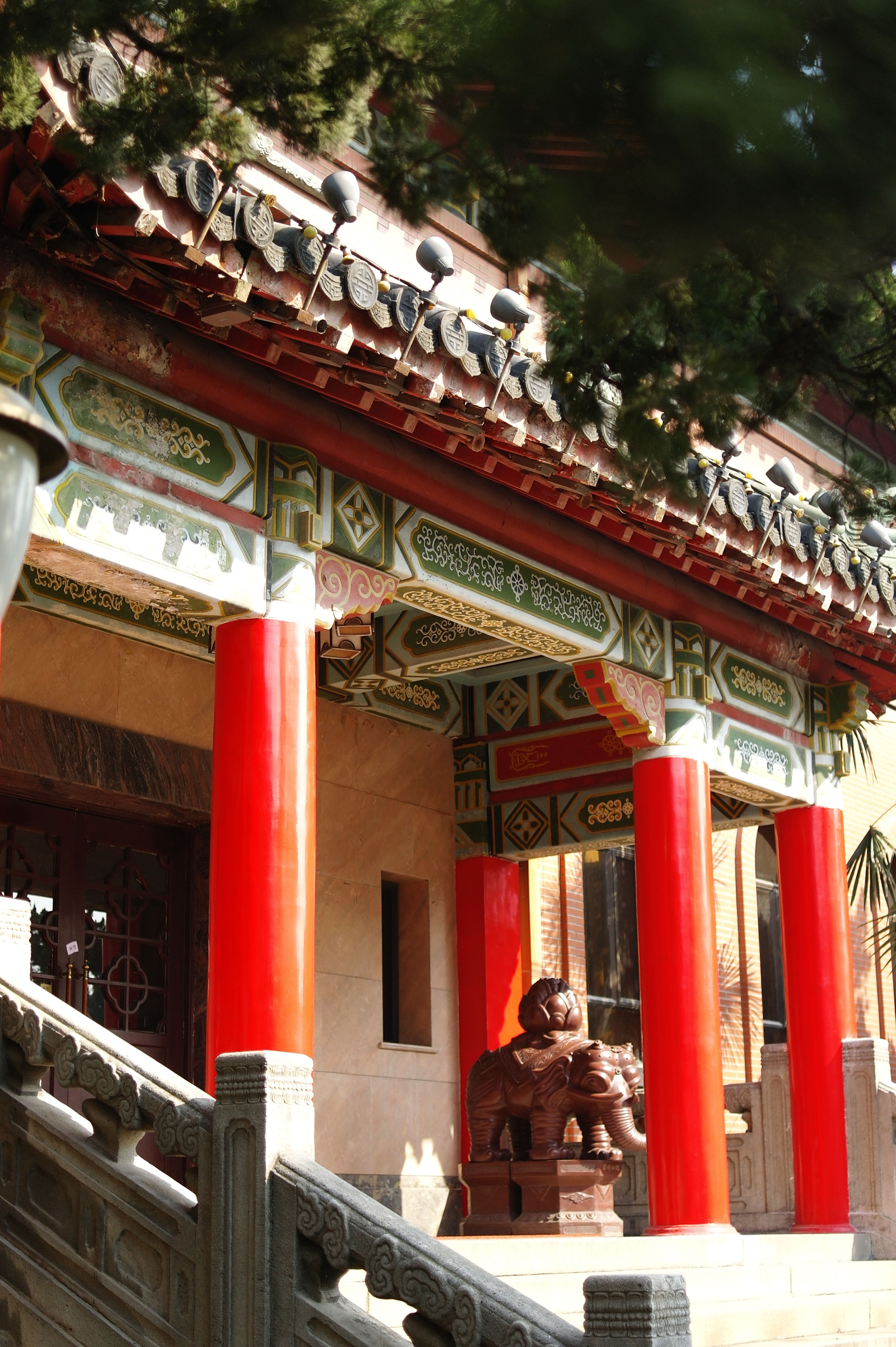
励志社（南京总社）外景

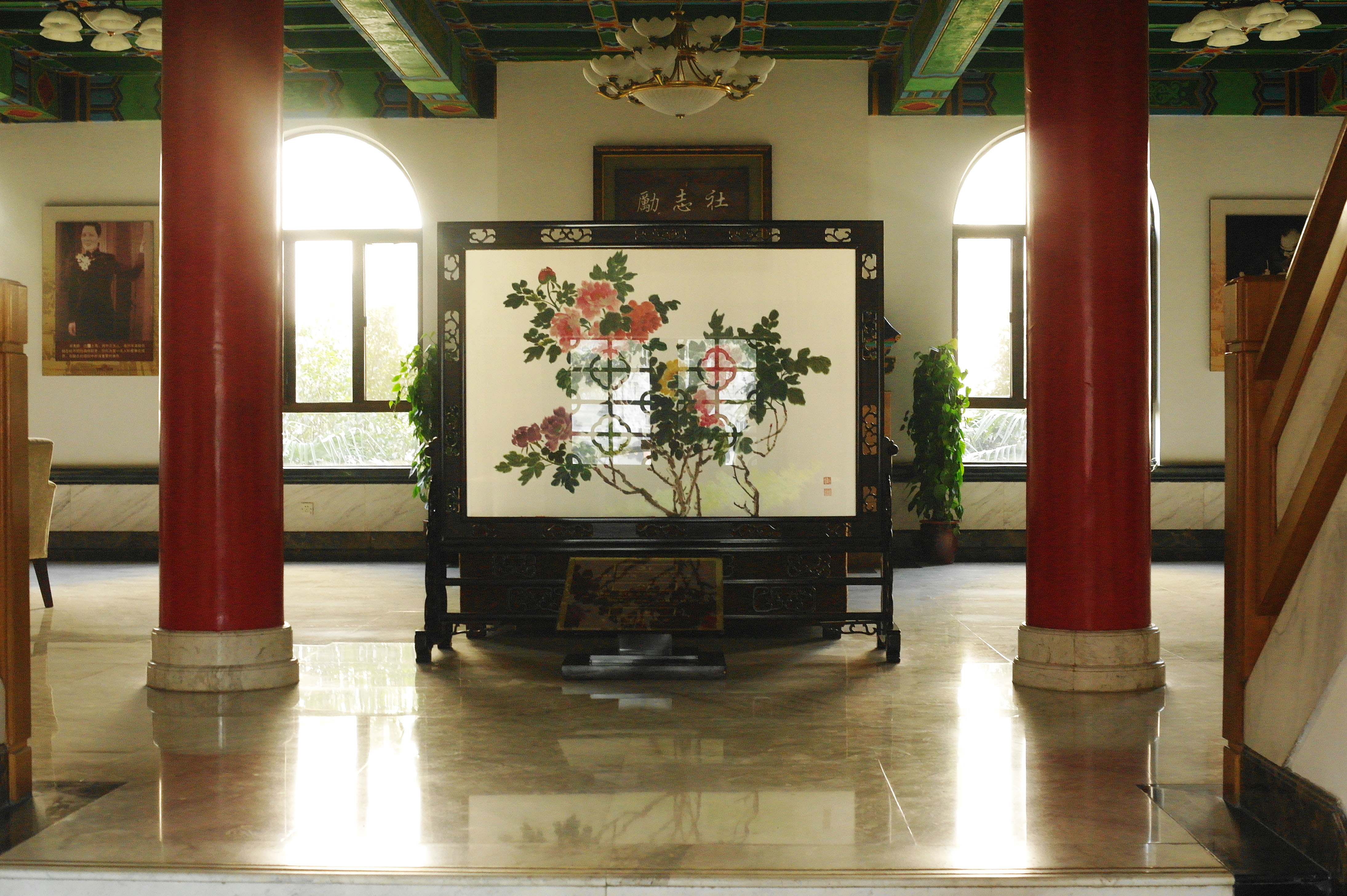
透过励志社正门玻璃窗拍摄到的一层内景

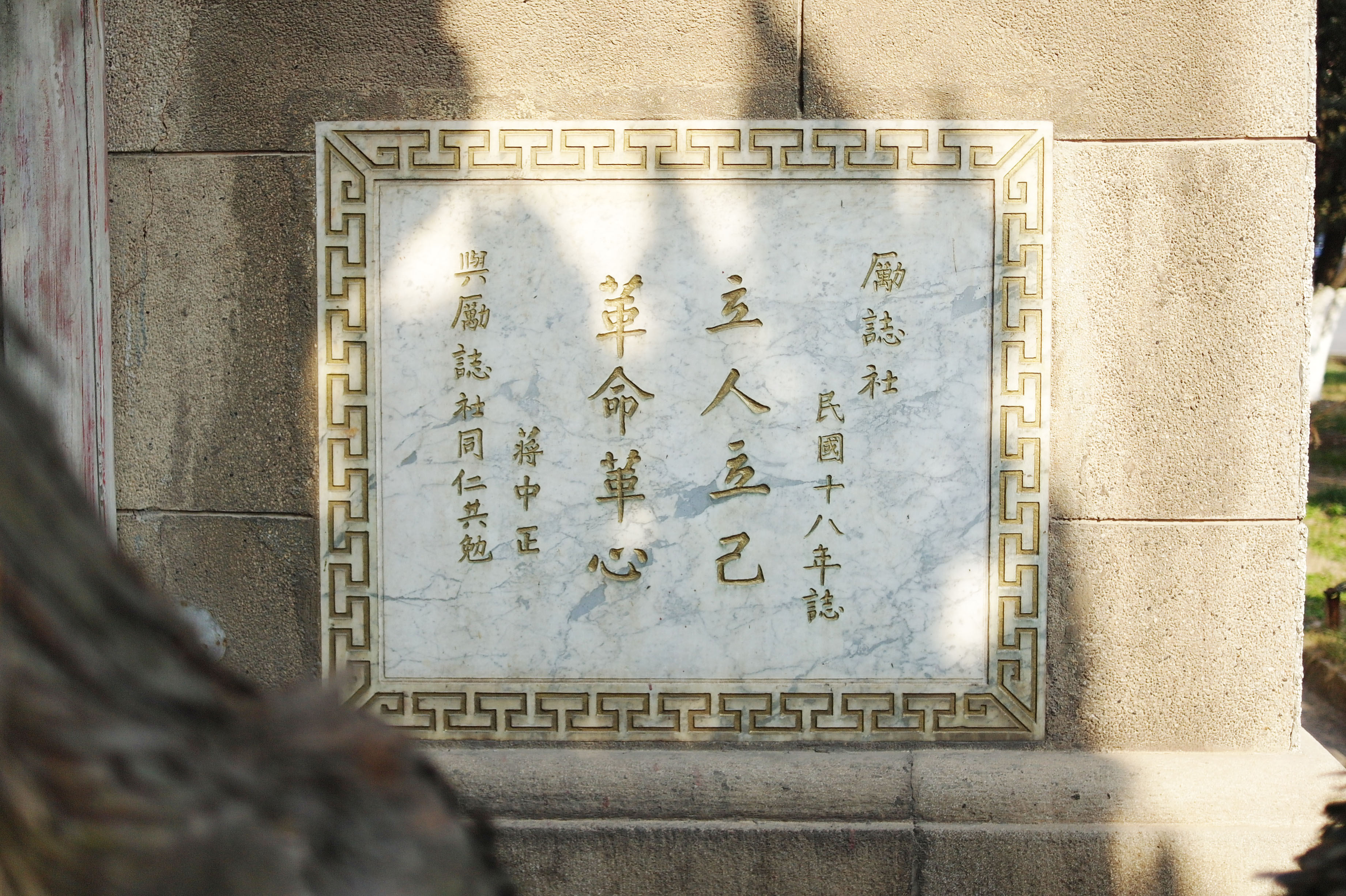
励志社正门右侧屋角处，由蒋中正题字的励志社碑文

励志社的前身是创立于1929年1月1日的黄埔同学会励志社，是蔣中正模仿日本军队中的“偕行社”亲手创办的，最初该社是以黄埔军人为对象，以振奋“革命精神”，培养“笃信三民主义最忠实之党员，勇敢之信徒”、“模范军人”为目的的军事组织，此后又发展为具有联勤与军官俱乐部性质的组织。社长为蔣中正（兼任），实际负责人为总干事黄仁霖。

## 历史沿革
励志社在全国多地设有分社，其中，南京励志社总社和南昌分社、成都分社都是宫殿式建筑。总社社址最初设于南京市黄埔路中央陆军军官学校内，社员以该校学生为主。1931年社址迁到中山东路307号现址办公。当时，励志社被认为是一个尖、卡、斌（即不大不小、不上不下、不文不武）机构。成立初期，励志社没有定型组织，直至1933年于北平、南昌、成都、兰州、吉安、长沙、赣州、金华、曲江等地成立分社。此后，为适应国民革命军流动性的特点，又在军委会特务团、陆军八十七师、税警总团、中央军校第四分校、庐山军官训练团、峨嵋军官训练团、中央训练团设立了分社。 抗战胜利后，励志社发展到顶峰， 1946年7月励志社接管了军委会战地服务团、美军顾问团联络处及其办事处和招待所等五十处，分别改称为励志分社和励志社招待所。
1947年4月，在全国各地的直属机构有九江、武汉、重庆、成都、昆明、南昌、兰州、台湾、青岛、长春、沈阳等十一个分社，还有南京、华北区盟军用品供应处、下关冷藏厂、龙潭煤矿以及位于南京、北平、上海、徐州、武汉、天津、杭州、青岛等地的三十个招待所。励志社下辖四处一室。秘书室，下设人事、文书、招待三科；第一处，下设事工利；第二处，下设展业、事务、保管、建筑四科；第三处下设出纳、账务、审计三科；第四处，负责管理卫岗牛奶厂、下关冰厂、青龙山煤矿、龙潭煤矿、跑马厂以及中西菜部。主要任务是充当蔣中正的後勤供應机构和接待外国来华军政人员。
1949年4月渡江战役前，励志社代理总干事侯鸣皋留守南京总社。渡江战役后，总社资产被南京市军管会接管。总社旧址现为钟山宾馆的一部分。

### 引用
1. ↑  “尖者，不大不小；卡者，不上不下；斌者，不文不武。说它不大，它比不上国民党其他党政机关；说它不小，它在全国都有分支机构；说它不上，它仅仅是一个服务机构；说它不下，因为社长是蔣中正；说它不文，它的工作人员都穿军装，主管文官升降的考试院铨叙部不认账；说它不武，专司武官铨叙人事的国防部第一厅根本不把它的工作人员当作武官看待。然而，这种四不像组织，却为蔣中正、宋美龄所倚重。”——南京民国建筑网：励志社 （页面存档备份，存于）